# Eubulos (polityk)
Eubulos – mówca i polityk ateński żyjący w IV wieku p.n.e. Jako zdolny finansista zarządzał funduszem widowiskowym w 354 p.n.e. Był zwolennikiem porozumienia z Macedonią, w 346 p.n.e. doprowadził do zawarcia pokoju Filokratesa z Filipem II.